# Vía normal (escalada)

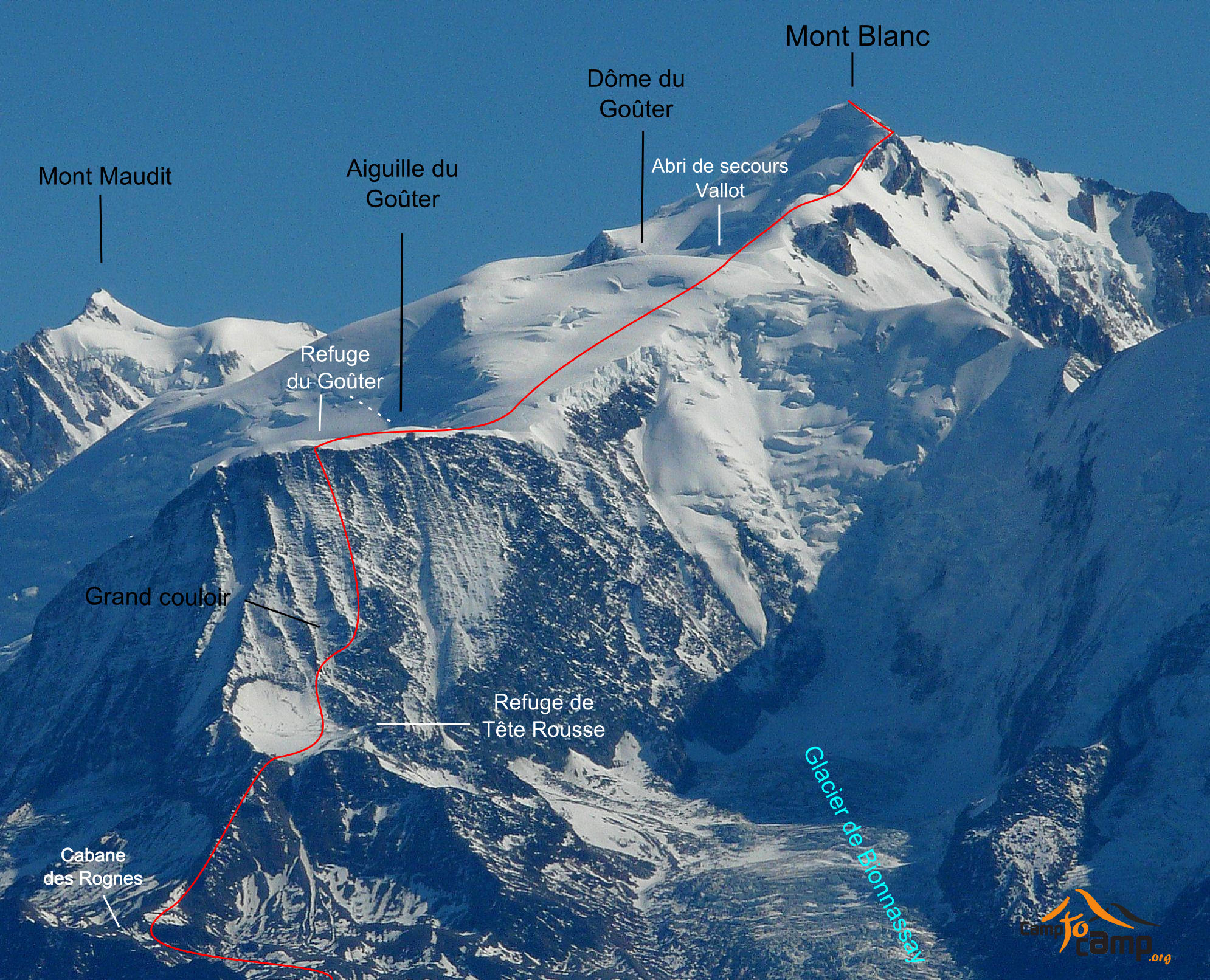
Trazado de la vía normal desde la parte francesa al Mont Blanc.

Una vía normal o una ruta normal, es la ruta más utilizada para ascender y descender un pico de montaña. También se suele denominar vía clásica. Generalmente es la ruta más simple.
La ruta normal se distingue de otras rutas de mayor dificultad utilizadas para escalar una cima como vías directas, vías ferratas o rutas de escalada.
A veces, la ruta normal no es el ascenso más fácil a la cima, sino el más utilizado. Puede haber variaciones técnicamente más fáciles. Este es especialmente el caso en el Watzmannfrau, el Hochkalter y también el Monte Everest. Puede haber muchas razones por las que estas opciones más fáciles no se usan bien:
- La ruta más simple es menos conocida que la ruta normal (Watzmannfrau).
- La ruta técnicamente más fácil es más ardua que otra (por ejemplo, debido a escombros) y, por lo tanto, se utiliza principalmente en el descenso (Hochkalter).
- La ruta técnicamente más fácil conlleva un riesgo mucho mayor de, por ejemplo, desprendimientos de rocas o avalanchas y, por lo tanto, se evita en una ruta más difícil (Watzespitze).
- La ruta técnicamente más fácil requiere una marcha de aproximación complicada o larga, o el acceso a través de un país puede estar prohibido (Monte Everest).

El término ruta turística a veces puede ser aplicado (independientemente del nivel de dificultad de ascenso) por aquellos que desean sugerir que otras rutas hacia una montaña son de alguna manera más "dignas". Este desprecio de la "ruta normal", por lo tanto, mantiene una distinción entre aquellos que se perciben como montañeros serios que desacreditan la incursión de los escaladores turísticos en su dominio (de ahí el término "Ruta Yak" en el Monte Everest).